# Perizoma sordescens
Perizoma sordescens är en fjärilsart som beskrevs av Paul Dognin 1908. Perizoma sordescens ingår i släktet Perizoma och familjen mätare. Inga underarter finns listade i Catalogue of Life.